# Fred West
Frederick Walter Stephen "Fred" West, född 29 september 1941 i Much Marcle i Herefordshire, död 1 januari 1995 i Winson Green Prison i Birmingham, var en brittisk seriemördare, som tillsammans med sin maka Rosemary West (född 1953) låg bakom minst tolv mord på unga kvinnor. Många av dem mördades i parets hem i Gloucester i England.
1963 gifte sig West med en gravid prostituerad kvinna, Catherine “Rena” Costello, och hon födde två döttrar, Charmaine 1963 och Anna Marie 1964. De separerade och han flyttade ihop med Anna McFall, som skulle komma att bli hans första mordoffer 1967 då hon blivit gravid. Hon var dock den sista av hans offer som hittades, först 27 år senare.
1968 träffade han Rosemary Letts (f. 1953). Hon blev gravid med honom och födde dottern Heather 1970. Den äldsta styvdottern Charmaine dödades i mitten av 1971, då West fortfarande satt i fängelse. Han styckade kroppen efter att han kommit ut från fängelset och gömde den under golvet. Wests första fru Rena återvände till Gloucester i augusti 1971 för barnens skull. West mördade även henne och begravde henne i närheten av sitt barndomshem. Letts och Fred West gifte sig 1972, och han uppmuntrade henne att prostituera sig. Hon födde en flicka samma år, och de flyttade till Cromwell Street 25 i Gloucester. I källaren torterade och utnyttjade de sina offer sexuellt, på ett utstuderat grymt och sadistiskt sätt. Paret begravde sina offer under källargolvet och i trädgården. Letts födde ytterligare fem barn, varav tre inte var Fred Wests. Letts äldsta dotter Heather mördades 1987 och begravdes under terrassen. Totalt hittades nio offer i hemmet samt ett i deras förra hus och två på ett fält.
Efter en våldtäktsanmälan där Fred West misstänktes för att ha våldtagit sin 13-åriga dotter fick polisen fullmakt att söka igenom huset. Polisen förhörde barnen och fick reda på övergreppen och Charmaines, Heathers och Renas mystiska försvinnanden. Man började genomsöka trädgården efter Heathers kvarlevor och förvånades över att man hittade flera likdelar.
Den 1 januari 1995 begick Fred West självmord genom att hänga sig i sin fängelsecell. Cromwell Street 25 revs, och där ligger nu en gångväg. Hans hustru Rosemary West dömdes till livstids fängelse.